# Abierto de Inglaterra (snooker)
El Abierto de Inglaterra es un torneo de snooker. Se celebra anualmente desde 2016. Judd Trump defenderá en la edición de 2024 el título conseguido en 2023, en cuya final se impuso a Zhang Anda.

## Ediciones
| Año  | Ganador           | Resultado | Subcampeón     | Sede          | Referencias |
| ---- | ----------------- | --------- | -------------- | ------------- | ----------- |
| 2016 | Liang Wenbo       | 9-6       | Judd Trump     | Mánchester    | [ 1 ]       |
| 2017 | Ronnie O'Sullivan | 9-2       | Kyren Wilson   | Barnsley      | [ 3 ]       |
| 2018 | Stuart Bingham    | 9-7       | Mark Davis     | Crawley       | [ 4 ]       |
| 2019 | Mark Selby        | 9-1       | David Gilbert  | Crawley       | [ 5 ]       |
| 2020 | Judd Trump        | 9-8       | Neil Robertson | Milton Keynes | [ 6 ]       |
| 2021 | Neil Robertson    | 9-8       | John Higgins   | Milton Keynes | [ 7 ]       |
| 2022 | Mark Selby        | 9-6       | Luca Brecel    | Brentwood     | [ 2 ]       |
| 2023 | Judd Trump        | 9-7       | Zhang Anda     | Brentwood     | [ 8 ]       |
| 2024 | Neil Robertson    | 9-7       | Wu Yize        | Brentwood     |             |

### Máximos ganadores
| Nombre         | Años con victorias | Total |
| -------------- | ------------------ | ----- |
| Mark Selby     | 2019-22            | 2     |
| Judd Trump     | 2020-23            | 2     |
| Neil Robertson | 2021-24            | 2     |